# Grane Langsø
Grane Langsø är en sjö i Danmark. Den ligger 4 km väster om Bryrup i Silkeborgs kommun i Region Mittjylland. Grane Langsø ligger 74 meter över havet.